# HELLO WONDERLAND
「HELLO WONDERLAND」（ハロー・ワンダーランド）は、KEYTALKの楽曲で、メジャー7枚目（通算10枚目）のシングル。2016年4月13日にGetting Betterから発売された。

## 概要
前作「スターリングスター」から約半年ぶりのシングル作品で、次作「MATSURI BAYASHI」との2か月連続リリース第一弾である。収録曲はメンバーそれぞれが作詞・作曲を手掛けており、ドラムの八木が初の作詞を担当した楽曲が収録された。
初回生産分のみスリーブケース仕様となっており、オリジナルステッカー、メンバーによる楽曲解説書、今作と次作の購入者対象“未発表の音源ダウンロード”シリアルナンバーが封入されている。
今作の発表に合わせて、収録曲のダイジェストが試聴できる高木聡によるトレイラー映像が制作された。

## 収録曲
1. HELLO WONDERLAND
  - 作詞・作曲：首藤義勝

テレビ朝日系「musicる TV」5月度オープニングテーマ[8]
テレビ朝日系「今ちゃんの「実は…」」エンディングテーマ[8]
2. KARAKURI夢ドキュメント
  - 作詞・作曲：小野武正
3. Combat Song
  - 作詞・作曲：八木優樹

「アピタ タフネスビズ2016」CMソング[9]
4. One side grilled meat
  - 作詞・作曲：寺中友将

間奏中にあるデスヴォイスは、ギターの小野が行なっている[10]。